# Cattedrale di Sant'Andrea (Pitsunda)
La cattedrale di Sant'Andrea è una cattedrale della Chiesa ortodossa georgiana che si trova a Pitsunda (in italiano  Pezonda), nella repubblica di Abcasia (de facto indipendente).
La cattedrale fu costruita alla fine del X secolo da re Bagrat III di Georgia. Funse da cattedrale del Cattolicato di Abcasia della Chiesa ortodossa georgiana fino alla seconda metà del XVI secolo, quando l'Abcasia fu sottomessa all'egemonia ottomana.
La cattedrale conserva resti di affreschi del XIII e del XVI secolo.

## Galleria d'immagini

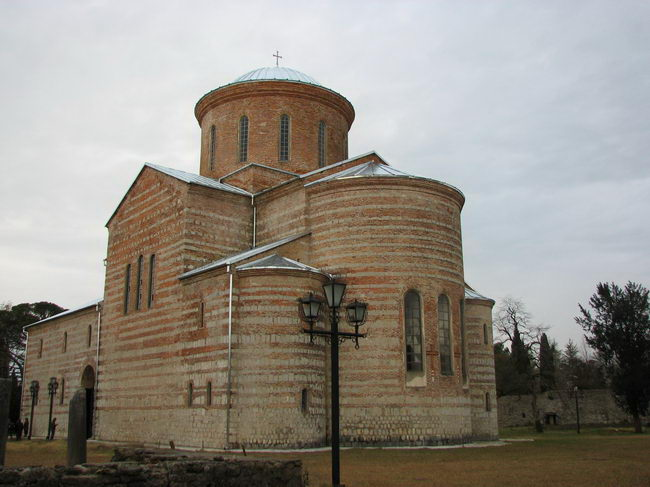
La cattedrale
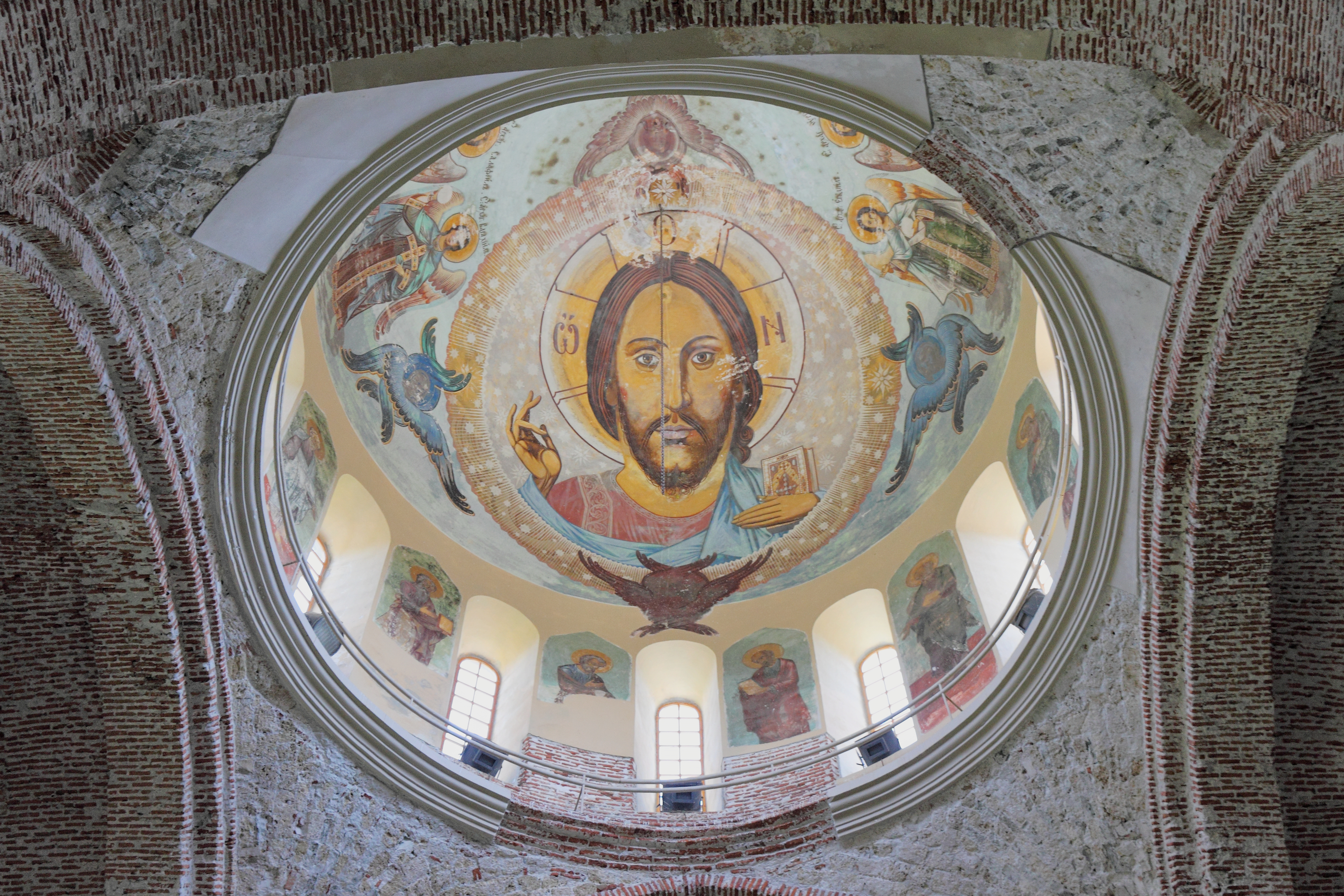
Affreschi della cupola
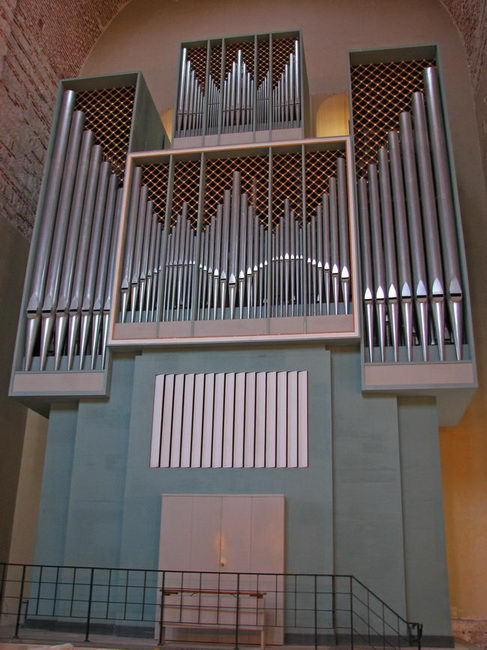
L'organo